# Episodu' 2 de la Dorohoi
Episodu' 2 de la Dorohoi este al doilea album al formației Fără Zahăr.

## Lista pieselor
1. 4/69 - 3:31
2. Cațaua - 3:31
3. Lasă-mă papa-n Italea - 4:03
4. Manel di la Pomârla - 4:07
5. Melodie cu beție - 5:22
6. Să trăiți! (bine) - 4:05
7. Dor di tini - 3:48
8. Stella reloaded - 3:02
9. Zob da' club - 3:10
10. Doina văcii - 1:48